# Bernard L. Schwartz
Bernard L. Schwartz (Nueva York, 12 de diciembre de 1926-Nueva York, 12 de marzo de 2024) fue un empresario estadounidense. Presidente de mesa y director ejecutivo de la empresa Loral Space & Communications, presidente y director ejecutivo de las corporaciones K&F Industries, presidente y director ejecutivo de Loral Corp., y presidente y director ejecutivo de Globalstar.  Anunció su intención de retirarse de Loral y todas sus responsabilidades en otras filiales el 1 de marzo de 2006.

## Biografía
Schwartz creció en uno de los barrios de Brooklyn, Bensonhurst. Fue veterano de la Segunda Guerra Mundial y durante toda su vida un demócrata. Según las noticias de la NBC, desde 1992 hasta 1996 fue el contribuyente más importante de todo el partido demócrata. En 1997 celebró su 71 cumpleaños con el presidente Bill Clinton y su esposa Hillary en la Casa Blanca.
Antes de su participación en Loral, Schwartz era contable de Wall Street.
Schwartz poseyó un B.S. en finanzas y un doctor honoris causa de Ciencia de la Universidad de la Ciudad de Nueva York. A lo largo de su vida demostró que la mejor comunicación posible es requisito para el éxito en los negocios. Fue el fundador del Instituto de Comunicación Bernard L. Schwartz, en el Baruch College de la Universidad de la Ciudad de Nueva York.
Bernard L. Schwartz falleció en su domicilio de Manhattan el 12 de marzo de 2024, a la edad de 98 años.